# Tegalrejo (Poncowarno)
Tegalrejo is een bestuurslaag in het regentschap Kebumen van de provincie Midden-Java, Indonesië. Tegalrejo telt 687 inwoners (volkstelling 2010).